# Sasayama
Sasayama (篠山市?, Sasayama-shi) è una città situata nella zona centrale della prefettura di Hyōgo, nell'isola di Honshū, in Giappone.

## Storia
Per volontà di Tokugawa Ieyasu vi venne costruito l'omonimo castello che permetteva il controllo delle vie di comunicazione dell'attuale regione del Kansai.
Sasayama fu colpita dai bombardamenti statunitensi che causarono tra l'altro la distruzione del castello, che venne ricostruito nel 2000.